# Olympische Sommerspiele 2020/Teilnehmer (Cayman Islands)
| Gelbes Symbol für Goldmedaillen mit stilisierten Olympischen Ringen | Graues Symbol für Silbermedaillen mit stilisierten Olympischen Ringen | Braundes Symbol für Bronzemedaillen mit stilisierten Olympischen Ringen |
| ------------------------------------------------------------------- | --------------------------------------------------------------------- | ----------------------------------------------------------------------- |
| —                                                                   | —                                                                     | —                                                                       |

Die Cayman Islands nahmen in Tokio an den Olympischen Spielen 2020 teil. Es war die insgesamt elfte Teilnahme an Olympischen Sommerspielen. 

## Teilnehmer nach Sportarten

### Leichtathletik
Laufen und Gehen
| Athleten     | Wettbewerb | Vorlauf | Vorlauf | Halbfinale    | Halbfinale    | Finale        | Finale        | Rang          |
| Athleten     | Wettbewerb | Zeit    | Rang    | Zeit          | Rang          | Zeit          | Rang          | Rang          |
| ------------ | ---------- | ------- | ------- | ------------- | ------------- | ------------- | ------------- | ------------- |
| Männer       |            |         |         |               |               |               |               |               |
| Shalysa Wray | 400 m      | 53,61 s | 7       | ausgeschieden | ausgeschieden | ausgeschieden | ausgeschieden | ausgeschieden |
| Männer       |            |         |         |               |               |               |               |               |
| Kemar Hyman  | 100 m      | 10,41 s | 7       | ausgeschieden | ausgeschieden | ausgeschieden | ausgeschieden | ausgeschieden |

### Schwimmen
| Athleten       | Wettbewerb     | Vorlauf | Vorlauf | Halbfinale    | Halbfinale    | Finale        | Finale        | Rang |
| Athleten       | Wettbewerb     | Zeit    | Rang    | Zeit          | Rang          | Zeit          | Rang          | Rang |
| -------------- | -------------- | ------- | ------- | ------------- | ------------- | ------------- | ------------- | ---- |
| Frauen         |                |         |         |               |               |               |               |      |
| Jillian Crooks | 100 m Freistil | 57,32 s | 41      | ausgeschieden | ausgeschieden | ausgeschieden | ausgeschieden | 41   |
| Männer         |                |         |         |               |               |               |               |      |
| Brett Fraser   | 50 m Freistil  | 22,46 s | 33      | ausgeschieden | ausgeschieden | ausgeschieden | ausgeschieden | 33   |

### Turnen

#### Gerätturnen
| Athleten     | Wettbewerb       | Qualifikation | Qualifikation | Finale        | Finale        | Rang |
| Athleten     | Wettbewerb       | Punkte        | Rang          | Punkte        | Rang          | Rang |
| ------------ | ---------------- | ------------- | ------------- | ------------- | ------------- | ---- |
| Frauen       |                  |               |               |               |               |      |
| Raegan Rutty | Boden            | 10,633        | 82            | ausgeschieden | ausgeschieden | 82   |
| Raegan Rutty | Schwebebalken    | 8,283         | 91            | ausgeschieden | ausgeschieden | 91   |
| Raegan Rutty | Stufenbarren     | 8,566         | 87            | ausgeschieden | ausgeschieden | 87   |
| Raegan Rutty | Mehrkampf Einzel | 39,615        | 80            | ausgeschieden | ausgeschieden | 80   |